# David S. Goyer
David Samuel Goyer (Ann Arbor; 1965. december 22. –) amerikai forgatókönyvíró, filmrendező, filmproducer, szerző és képregényíró.
Forgatókönyves munkái közé tartozik a Penge-trilógia (1998–2004), Christopher Nolan A sötét lovag trilógiája (2005–2012), a Dark City (1998), Az acélember (2013) és a Batman Superman ellen – Az igazság hajnala (2016).
Rendezőként négy nagyjátékfilmet jegyez: Cikkcakk (2002), Penge – Szentháromság (2004), Láthatatlan (2007) és A túlvilág szülötte (2009).
A filmek mellett a Call of Duty: Black Ops (2010), a Call of Duty: Black Ops II (2012) és a Call of Duty: Black Ops Cold War című videójátékokban is közreműködött forgatókönyvíróként.

## Filmográfia

### Film
| Év   | Magyar cím                                 | Eredeti cím                        | Feladatkör | Feladatkör        | Feladatkör   |
| Év   | Magyar cím                                 | Eredeti cím                        | Rendező    | Író               | Producer     |
| ---- | ------------------------------------------ | ---------------------------------- | ---------- | ----------------- | ------------ |
| 1990 | Börtöncsapda                               | Death Warrant                      | Nem        | Igen              | Nem          |
| 1991 | Kickboxer 2. – Az út visszafelé            | Kickboxer 2                        | Nem        | Igen              | Társproducer |
| 1992 | Démoni játékok                             | Demonic Toys                       | Nem        | Igen              | Nem          |
| 1992 | Kedvencek temetője 2.                      | Pet Sematary Two                   | Nem        | Nincs feltüntetve | Nem          |
| 1993 | Arcade – A halálos játék                   | Arcade                             | Nem        | Igen              | Nem          |
| 1994 | A parazita                                 | The Puppet Masters                 | Nem        | Igen              | Nem          |
| 1994 | Lángoló jég                                | On Deadly Ground                   | Nem        | Nincs feltüntetve | Nem          |
| 1996 | A holló 2. – Az angyalok városa            | The Crow: City of Angels           | Nem        | Igen              | Nem          |
| 1998 | Dark City                                  | Dark City                          | Nem        | Igen              | Nem          |
| 1998 | Penge                                      | Blade                              | Nem        | Igen              | Nem          |
| 2000 | A Mars-mentőakció                          | Mission to Mars                    | Nem        | Nem               | Koproducer   |
| 2002 | Cikkcakk                                   | Zig Zag                            | Igen       | Igen              | Nem          |
| 2002 | Penge 2.                                   | Blade II                           | Nem        | Igen              | Vezető       |
| 2003 | Freddy vs. Jason                           | Freddy vs. Jason                   | Nem        | Nincs feltüntetve | Nem          |
| 2004 | Penge – Szentháromság                      | Blade: Trinity                     | Igen       | Igen              | Igen         |
| 2005 | Batman: Kezdődik!                          | Batman Begins                      | Nem        | Igen              | Nem          |
| 2007 | Láthatatlan                                | The Invisible                      | Igen       | Nem               | Nem          |
| 2007 | A szellemlovas                             | Ghost Rider                        | Nem        | Nem               | Vezető       |
| 2008 | Hipervándor                                | Jumper                             | Nem        | Igen              | Nem          |
| 2008 | A sötét lovag                              | The Dark Knight                    | Nem        | Sztori            | Nem          |
| 2009 | A túlvilág szülötte                        | The Unborn                         | Igen       | Igen              | Nem          |
| 2011 | A szellemlovas – A bosszú ereje            | Ghost Rider: Spirit of Vengeance   | Nem        | Igen              | Vezető       |
| 2012 | A sötét lovag – Felemelkedés               | The Dark Knight Rises              | Nem        | Sztori            | Nem          |
| 2013 | Az acélember                               | Man of Steel                       | Nem        | Igen              | Nem          |
| 2014 | Godzilla                                   | Godzilla                           | Nem        | Nincs feltüntetve | Nem          |
| 2016 | Batman Superman ellen – Az igazság hajnala | Batman v Superman: Dawn of Justice | Nem        | Igen              | Vezető       |
| 2016 | Sötét erdő                                 | The Forest                         | Nem        | Nem               | Igen         |
| 2016 | Egy nemzet születése                       | Birth of a Nation                  | Nem        | Nem               | Vezető       |
| 2018 | Gyilkos nemzedék                           | Assassination Nation               | Nem        | Nem               | Igen         |
| 2018 | Robotkutyám, AXL                           | A.X.L.                             | Nem        | Nem               | Igen         |
| 2018 | Tau                                        | Tau                                | Nem        | Nem               | Igen         |
| 2019 | Terminátor: Sötét végzet                   | Terminator: Dark Fate              | Nem        | Igen              | Vezető       |
| 2020 | Éjszaka a házban                           | The Night House                    | Nem        | Nem               | Igen         |
| 2020 | Agancs                                     | Antlers                            | Nem        | Nem               | Igen         |
| 2020 | A holnap háborúja                          | The Tomorrow War                   | Nem        | Nem               | Igen         |
| 2022 |                                            | Hellraiser                         | Nem        | Sztori            | Igen         |
| 2024 | Az első ómen                               | The First Omen                     | Nem        | Nem               | Igen         |

### Televízió
| Év        | Magyar cím                    | Eredeti cím                      | Feladatkör | Feladatkör | Feladatkör | Feladatkör | Megjegyzések |
| Év        | Magyar cím                    | Eredeti cím                      | Rendező    | Producer   | Író        | Alkotó     | Megjegyzések |
| --------- | ----------------------------- | -------------------------------- | ---------- | ---------- | ---------- | ---------- | ------------ |
| 1993      |                               | The Substitute                   | Nem        | Nem        | Igen       | Nem        | tévéfilm     |
| 1996      |                               | Enemy                            | Nem        | Nem        | Igen       | Nem        | tévéfilm     |
| 1997      |                               | Perversions of Science           | Nem        | Nem        | Igen       | Nem        | 1 epizód     |
| 1997      | Álomjárók                     | Sleepwalkers                     | Nem        | Igen       | Igen       | Igen       | 2 epizód     |
| 1998      | Nick Fury – Zűrös csodaügynök | Nick Fury: Agent of S.H.I.E.L.D. | Nem        | Nem        | Igen       | Nem        | tévéfilm     |
| 2000      |                               | FreakyLinks                      | Nem        | Nem        | Igen       | Igen       | 1 epizód     |
| 2005      | A küszöb                      | Threshold                        | 1 epizód   | Igen       | 1 epizód   | Nem        |              |
| 2006      |                               | Blade: The Series                | Nem        | Igen       | Igen       | Igen       | 2 epizód     |
| 2009–2010 | FlashForward – A jövő emlékei | FlashForward                     | 2 epizód   | Igen       | 5 epizód   | Igen       |              |
| 2012–2015 | Da Vinci démonai              | Da Vinci's Demons                | 2 epizód   | Igen       | 7 epizód   | Igen       |              |
| 2014–2015 | Constantine                   | Constantine                      | Nem        | Nem        | Igen       | Igen       | 2 epizód     |
| 2018–2019 | Krypton                       | Krypton                          | Nem        | Igen       | Igen       | Igen       | 2 epizód     |

## Fordítás
- Ez a szócikk részben vagy egészben  a   David S. Goyer című angol Wikipédia-szócikk fordításán alapul.  Az eredeti cikk szerkesztőit annak laptörténete sorolja fel. Ez a jelzés csupán a megfogalmazás eredetét és a szerzői jogokat jelzi, nem szolgál a cikkben szereplő információk forrásmegjelöléseként.